# 大島町 (宮崎市)
大島町（おおしまちょう）とは、宮崎県宮崎市内の地名。東大宮地域自治区に属している。郵便番号は880-0824。

## 地理
宮崎市の中東部、東大宮地域自治区に属する。大淀川左岸の丘陵地にあたる。市道「大島通り」を中心にロードサイド店舗や商店が並ぶ。それ以外の地域は農耕地となっている。町域の西に旧宮崎競馬場（JRA宮崎育成牧場）がある。
北を村角町、東大宮4丁目、東を阿波岐原町・波島、南を吉村町・権現町・北権現町、西を花ケ島町と接する。

## 歴史
- 1924年 - 宮崎市制により、旧大宮村域に大字大島が成立。
- 1927年 - 大字大島が大島町となる。
- 1978年 - 阿波岐原町、大島町の一部をもって波島1丁目 - 2丁目が成立。
- 1982年 - 花ケ島町・大島町・村角町をもって東大宮1丁目-4丁目が成立。

## 世帯数と人口
2023年（令和5年）9月1日現在の世帯数と人口は以下の通りである。
| 町丁   | 世帯数   | 人口   |
| ------ | -------- | ------ |
| 大島町 | 2874世帯 | 5930人 |

## 小・中学校の学区
市立小・中学校に通う場合、学区は以下の通りとなる。
| 町名         | 小学校               | 中学校               |
| ------------ | -------------------- | -------------------- |
| 大島町の一部 | 宮崎市立宮崎東小学校 | 宮崎市立東大宮中学校 |
| 大島町の一部 | 宮崎市立東大宮小学校 | 宮崎市立東大宮中学校 |
| 大島町の一部 | 宮崎市立江平小学校   | 宮崎市立宮崎東中学校 |
| 大島町の一部 | 宮崎市立檍北小学校   | 宮崎市立檍中学校     |

## 交通

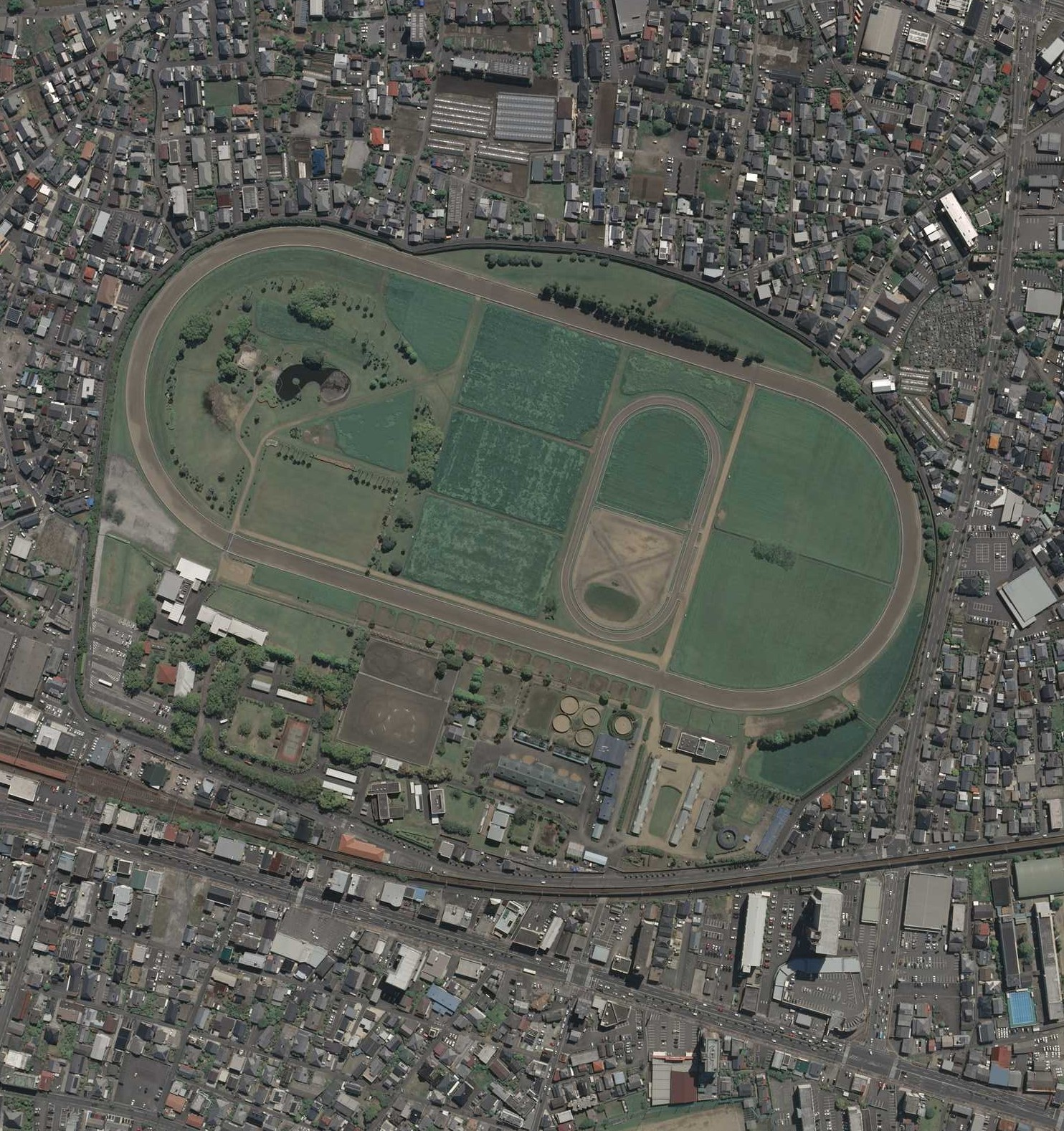
宮崎競馬場（宮崎育成牧場）

### バス
宮交グループの運営するバスが営業している。

### 道路
- 宮崎内環状線

## 施設
- 宮崎市立東大宮小学校
- JRA宮崎育成牧場
- 宮崎生協病院